# János Vas
János Vas (ur. 29 stycznia 1984 w Dunaújváros) – węgierski hokeista, reprezentant Węgier, trener.
Jego brat Márton (ur. 1980) także został hokeistą.

## Kariera
- Dunaújvárosi Acélbikák (1999-2000)
- Malmö Redhawks J18 (2000-2004)
- Malmö Redhawks J20 (2000-2004)
- Malmö Redhawks (2002-2004)
  -  IF Troja-Ljungby (2002-2003)
  -  IK Pantern (2003-2004)
- Halmstad Hammers (2004-2005)
- Idaho Steelheads (2005)
- Iowa Stars (2005-2008)
- Brynäs IF (2008-2009)
- Alba Volán Székesfehérvár (2009-2010)
- Tingsryds AIF (2010-2011)
- IF Troja-Ljungby (2011-2012)
- Ducs de Dijon (2012-2013)
- Dragons de Rouen (2013-2014)
- Slavia Praga (2014-2016)
- Alba Volán Székesfehérvár (2016-2017)
- Fehérvári Titánok (2017)
- DVTK Jegesmedvék (2017-2021)
- Pionniers de Chamonix Mont-Blanc (2021)
- HC 21 Prešov (2021-2022)
- DVTK Jegesmedvék (2022-2023)

Wychowanek klubu Dunaújvárosi Acélbikák. W wieku juniorskim rozwijał karierę w Szwecji w ramach klubu Malmö Redhawks, występując w rozgrywkach juniorskich oraz ligach seniorskich Elitserien, Allsvenskan i Division 1. W międzyczasie, w drafcie NHL z 2002 został wybrany przez Dallas Stars z numerem 32 w drugiej rundzie (jako najwyżej wybrany Węgier w historii). Od 2005 do 2005 przez trzy sezony występował w barwach zespołu farmerskiego tego klubu w lidze AHL, a także epizodycznie w innym w lidze ECHL. W 2008 powrócił do Europy i przez rok grał ponownie w szwedzkiej Elitserien, następnie rok w węgierskim klubie Alba Volan, od 2010 przez dwa lata znów w szwedzkiej Allsvenskan, od 2012 do 2014 w dwóch klubach francuskiej Ligue Magnus. Od sierpnia 2014 zawodnik Slavii Praga w czeskiej ekstralidze. Od lipca 2015 zawodnik KHL Medveščak Zagrzeb w zasadzie próby. Ostatecznie w sierpniu 2015 przedłużył kontrakt ze Slavią o rok. Od lipca 2016 ponownie zawodnik Alby Volán Székesfehérvár. Od kwietnia 2017 zawodnik DVTK Jegesmedvék. Do października 2021 przez trzy miesiące był zawodnikiem francuskiego zespołu Pionniers de Chamonix Mont-Blanc, a wkrótce potem został zaangażowany przez słowacki HC 21 Prešov. W lata 2022 ponownie reprezentował DVTK Jegesmedvék. W kwietniu 2023 ogłoszono zakończenie przez niego kariery zawodniczej i podjęcie pracy trenerskiej.

## Kariera reprezentacyjna
W reprezentacjach juniorskich Węgier uczestniczył w turniejach mistrzostw Europy do lat 18 w 2000, mistrzostw świata juniorów do lat 20 w 2000, 2003, 2004. W reprezentacji seniorskiej uczestniczył w turniejach 2002 (w wieku 18 lat), 2005, 2008, 2009, 2010, 2011, 2012, 2013, 2014, 2015, 2016, 2017, 2018, 2019, 2022.

## Sukcesy
Reprezentacyjne
- Awans do Dywizji I mistrzostw świata juniorów do lat 20: 2003
- Awans do Elity mistrzostw świata: 2008, 2015, 2022

Klubowe
- Złoty medal mistrzostw Węgier: 2000 z Dunaújvárosi Acélbikák, 2010 z Albą Volan
- Brązowy medal mistrzostw Francji: 2014 z Dragons de Rouen
- Puchar Ligi Francuskiej: 2014 z Dragons de Rouen

Indywidualne
- Mistrzostwa Świata w Hokeju na Lodzie 2017/I Dywizja#Grupa A:
  - Pierwsze miejsce w klasyfikacji skuteczności wygrywanych wznowień w turnieju: 78,26%[12]
- Mistrzostwa Świata w Hokeju na Lodzie 2022 (I Dywizja)#Grupa A:
  - Drugie miejsce w klasyfikacji skuteczności wygrywanych wznowień w turnieju: 68,89%[13]